# 99070 Стріттматтер
99070 Стріттматтер (99070 Strittmatter) — астероїд головного поясу, відкритий 22 березня 2001 року.
Тіссеранів параметр щодо Юпітера — 3,154.